# エナント酸
エナント酸（エナントさん、enanthic acid）は炭素数7のカルボン酸で、末端にカルボキシ基を持つ。IUPAC名はヘプタン酸 (heptanoic acid) である。腐敗物のような悪臭を持つ油状液体で、腐った油のにおいの成分の一部である。水には溶けにくいが、エタノールやエーテルには良く溶ける。消防法による第4類危険物 第3石油類に該当する。
香料として使われるヘプタン酸エチルなどのエステルの合成に用いられる。銀杏では酪酸と並ぶ腐臭の主成分である。
タバコの添加物のひとつでもある。